# Patinação de velocidade nos Jogos Olímpicos de Inverno de 1968
A patinação de velocidade(pt-BR) ou patinagem de velocidade(pt-PT?) nos Jogos Olímpicos de Inverno de 1968 consistiu de quatro de eventos para homens e quatro para mulheres. As provas foram realizadas em Grenoble, na França.

## Medalhistas
Masculino
| Evento                | Ouro                                 | Prata                                                          | Bronze                         |
| --------------------- | ------------------------------------ | -------------------------------------------------------------- | ------------------------------ |
| 500 metros detalhes   | Erhard Keller FRG Alemanha Ocidental | Terry McDermott USA Estados Unidos Magne Thomassen NOR Noruega | nenhum                         |
| 1500 metros detalhes  | Kees Verkerk NED Países Baixos       | Ivar Eriksen NOR Noruega Ard Schenk NED Países Baixos          | nenhum                         |
| 5000 metros detalhes  | Fred Anton Maier NOR Noruega         | Kees Verkerk NED Países Baixos                                 | Peter Nottet NED Países Baixos |
| 10000 metros detalhes | Johnny Höglin SWE Suécia             | Fred Anton Maier NOR Noruega                                   | Örjan Sandler SWE Suécia       |

Feminino
| Evento               | Ouro                                | Prata                                                                                        | Bronze                          |
| -------------------- | ----------------------------------- | -------------------------------------------------------------------------------------------- | ------------------------------- |
| 500 metros detalhes  | Lyudmila Titova URS União Soviética | Jenny Fish USA Estados Unidos Dianne Holum USA Estados Unidos Mary Meyers USA Estados Unidos | nenhum                          |
| 1000 metros detalhes | Carry Geijssen NED Países Baixos    | Lyudmila Titova URS União Soviética                                                          | Dianne Holum USA Estados Unidos |
| 1500 metros detalhes | Kaija Mustonen FIN Finlândia        | Carry Geijssen NED Países Baixos                                                             | Stien Kaiser NED Países Baixos  |
| 3000 metros detalhes | Ans Schut NED Países Baixos         | Kaija Mustonen FIN Finlândia                                                                 | Stien Kaiser NED Países Baixos  |

## Quadro de medalhas
| Ordem | País                   | Medalha de ouro | Medalha de prata | Medalha de bronze |    |
| ----- | ---------------------- | --------------- | ---------------- | ----------------- | -- |
| 1     | NED Países Baixos      | 3               | 3                | 3                 | 9  |
| 2     | NOR Noruega            | 1               | 3                |                   | 4  |
| 3     | FIN Finlândia          | 1               | 1                |                   | 2  |
| 3     | URS União Soviética    | 1               | 1                |                   | 2  |
| 5     | SWE Suécia             | 1               |                  | 1                 | 2  |
| 6     | FRG Alemanha Ocidental | 1               |                  |                   | 1  |
| 7     | USA Estados Unidos     |                 | 4                | 1                 | 5  |
| TOTAL | TOTAL                  | 8               | 12               | 5                 | 25 |